# Mishaal Al-Saeed
Mishaal Al-Saeed (en árabe: مشعل السعيد‎; Al-Ahsa, Arabia Saudita, 18 de julio de 1983) es un exfutbolista de Arabia Saudita que jugaba en la posición de defensa.

## Carrera

### Club
| Periodo   | Club                  |
| --------- | --------------------- |
| 2002–2004 | Hajer Club            |
| 2004–2012 | Ittihad FC            |
| 2007–2008 | → Ettifaq FC (cedido) |
| 2013–2014 | Al-Fateh SC           |
| 2014–2016 | Al-Wehda Mecca        |

### Selección nacional
Jugó para Arabia Saudita en 16 ocasiones de 2009 a 2011 y anotó un gol en la victoria por 4-0 ante Yemen en Aden el 22 de noviembre de 2010 por la Copa de Naciones del Golfo de 2010. Participó en la Copa Asiática 2011.

## Logros
- Liga Profesional Saudí (2): 2007, 2009
- Copa del Rey de Campeones (1): 2010
- Copa del Príncipe de la Corona Saudí (1): 2004
- Supercopa de Arabia Saudita (1): 2013
- Segunda División de Arabia Saudita (1): 2001-02
- Liga de Campeones de la AFC (2): 2004, 2005
- Liga de Campeones Árabe (1): 2005